# لوس ألتوس

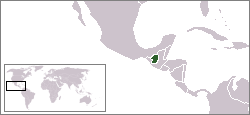
موقع لوس ألتوس

كانت لوس ألتوس (بالإسبانية: Los Altos، «المرتفعات») دولة غير ساحلية في أمريكا الوسطى تقع بين غواتيمالا والمكسيك، وقد كانت الدولة السادسة المشكلة لجمهورية أمريكا الوسطى الفيدرالية في العقد 1830. وقد كانت عاصمتها كويتزالتنانغو، الواقعة الآن في غرب غواتيمالا المعاصرة وبعض أجزاء تشياباس.
نشأت الدولة إثر الاختلافات والتوتّرات السياسية بين مدينة غواتيمالا من جهة، وكويتزالتنانغو وأجزاء أخرى من غرب أمريكا الوسطى من جهة أخرى. النقاش حول انفصال جمهورية لوس ألتوس عن غواتيمالا تم بعد فترة قصيرة بعد استقلال أمريكا الوسطى من إسبانيا في عام 1821.
استقلال لوس ألتوس عن غواتيمالا أعلن عنه رسميا في 2 فبراير 1838. اعترفت الحكومة الإتّحادية بلوس ألتوس كدولة سادسة للجمهورية الفيدرالية وعينت ممثلي لوس ألتوس في الكونجرس الإتحادي في 5 يونيو من تلك السنة. علم لوس ألتوس كان نسخة معدلة من علم اتحاد أمريكا الوسطى عن طريق استبدال اللون الأزرق السفلي باللون الأحمر، مع وجود شعار في الوسط يظهر بركاناً في خلفيته مع كتزال (وهو طير محليّ يمثّل الحرية) في الأمام. كان هذا أول علم لأمريكا الوسطى يستعمل طائر الكتزال كرمز منذ عام 1871 حينما وضع على علم غواتيمالا.
حينما انهار الاتحاد بسبب حرب أهلية، أعلنت لوس ألتوس نفسها جمهورية مستقلة. أعيدت كويزالتينانغو ومعظم لوس ألتوس إلى غواتيمالا بالقوة بواسطة جيش رافائيل كاريرا في عام 1840. في 2 أبريل 1840، الأغلبية المأسورة من الضبّاط الحكوميين للوس ألتوس قتلوا بطلب من كاريرا. مع استغلال هذه الحالة المضطربة، ألحقت بعض الأجزاء التي كانت في شرق تشياباس الحالية بالمكسيك.
في الأعوام 1844، و1848، و1849، تم إعادة إعلان ثورات غير ناجحة ضدّ دكتاتورية كاريرا سريعا لاستقلال لوس ألتوس.
المنطقة تلك ما زالت معروفة اليوم، و«لوس ألتوس» لا تزال لقّباً لمنطقة غواتيمالا حول كويزالتينانغو. كما يعرف الجزء المكسيكي للدولة السابقة باسم «لوس ألتوس دي تشياباس».